# John Turturro
John Turturro (New York, 28 februari 1957) is een Amerikaanse acteur en regisseur van Italiaanse afkomst. Hij won onder meer een Emmy Award voor zijn gastrol in de televisieserie Monk en de prijs voor beste acteur op het Filmfestival van Cannes voor Barton Fink.

## Biografie
Turturro's vader Nicholas was aannemer, moeder Katherine jazz-zangeres. Hij studeerde aan de State University of New York en aan de Yale School of Drama. Voordat hij doorbrak als acteur werkte hij voor zijn vaders aannemersbedrijf, stond hij achter de bar en gaf hij les op een school.
Zijn start als acteur beleefde Turturro op het toneel; vervolgens speelde hij bijrolletjes in films als Martin Scorseses Raging Bull, Desperately Seeking Susan (met Madonna) en Woody Allens Hannah and her Sisters. Pas in Five Corners (1987) viel hij voor het eerst op; hij speelde hierin een griezelige gek met een fixatie op Jodie Foster. Vanaf dat moment was Turturro huisacteur in de films van de gebroeders Coen en Spike Lee. Zijn eerste film in de stal van Spike Lee was Do the Right Thing, waarin hij racistische zoon Pino speelt. Voor zijn rol in een van de Coen films, Barton Fink, won hij een prijs op het filmfestival van Cannes. 
In 1992 regisseerde hij zelf een film: Mac, over het dagelijkse leven van de arbeidersklasse. Hij schreef mee aan het scenario, dat was gebaseerd op zijn vaders leven, zijn broer Nicolas speelde de hoofdrol. Voor deze film ontving hij in 1992 de Caméra d'or in Cannes voor het beste debuut. 
Turturro trouwde in 1985 met actrice Katherine Borowitz, met wie hij in 1990 zoon Amadeo kreeg en in 2000 zoon Diego. De Turturro's wonen in New York. Jongere broer Nicholas Turturro verscheen sinds 1989 eveneens in meer dan twintig bioscoopfilms en speelde van 1993 tot 2000 James Martinez in de televisieserie NYPD Blue.

## Filmografie
- The Room Next Door (2024) - als Damien
- Pinocchio (2022), Dottore (stem)
- The Batman (2022), Carmine Falcone
- Gloria Bell (2018)
- Transformers: The Last Knight (2017), Agent Simmons
- Landline (2017), Alan
- Hands of Stone (2016), Frankie Carbo
- The Ridiculous 6 (2015) Abner Doubleday
- Partly Cloudy with Sunny Spells (2015), Lombelli
- The Night Of (2016, televisieserie)
- Mia madre (2015) als Barry Huggins
- Fading Gigolo (2014), als Fioravante
- Exodus: Gods and Kings (2014) als Farao Seti
- Somewhere Tonight (2011), als Leroy
- Cars 2 (2011), als Francesco Bernoulli (stem)
- Transformers: Dark of the Moon (2011), als Agent Simmons
- Transformers: Revenge of the Fallen (2009), als Agent Simmons / Jetfire (stem)
- The Taking of Pelham 1 2 3 (2009), als Camonetti
- Nutcracker: The Untold Story (2009), als The Rat King
- Miracle at St. Anna (2008), als Detective Antonio 'Tony' Ricci
- What Just Happened (2008), als Dick Bell
- You Don't Mess with the Zohan (2008), als Phantom
- Joulutarina (2007), als Iisakki (stem Engelstalige versie Christmas Story)
- Margot at the Wedding (2007), als Jim
- Transformers (2007), als Agent Simmons
- Slipstream (2007), als Harvey Brickman
- Quelques jours en septembre (2006), als William Pound
- The Good Shepherd (2006), als Ray Brocco
- Secret Window (2004), als John Shooter
- She Hate Me (2004), als Don Angelo Bonasera
- Monk (2004, 2005, 2008 televisieserie), Als Ambrose, broer van Adrian Monk
- Anger Management (2003), als Chuck
- Fear X (2003), als Harry
- Mr. Deeds (2002), als Emilio
- Collateral Damage (2002), als Armstrong
- The Luzhin Defence (2001), als Alexander Luzhin
- The Man Who Cried (2000), als Dante Dominio
- O Brother, Where Art Thou? (2000), als Pete
- Cradle Will Rock (1999), als Aldo Silvano
- Summer of Sam (1999), als de stem van Harvey
- The Big Lebowski (1998), als Jesus Quintana
- He Got Game (1998), als Billy Sunday
- Rounders (1998), als Joey Knish
- Girl 6 (1996), als Murray
- Search & Destroy (1995)
- Clockers (1995), als Det. Larry Mazilla
- Quiz Show (1994), als Herb Stempel
- Fearless (1993), als Bill Pearlman
- Brain Donors (1992), als Roland T. Flakfizer
- Mac (1992), als Niccolo Vitelli
- Barton Fink (1991), als Barton Fink
- Jungle Fever (1991), als Paulie Carbone
- Men of Respect (1991), als Mike Battaglia
- Miller's Crossing (1990), als Bernie Bernbaum
- Mo' Better Blues (1990), als Moe Flatbush
- State of Grace (1990), als Nick
- Do the Right Thing (1989), als Pino
- The Sicilian (1987), als Pisciotta
- Five Corners (1987), als Heinz Sabantino
- The Color of Money (1986), als Julian
- To Live and Die in L.A. (1985), als Carl Cody
- Desperately Seeking Susan (1985), als Ray
- Exterminator 2 (1984), Man #1
- Raging Bull (1980)

- Bibsys: 97009688
- Biblioteca Nacional de España: XX1116814
- Bibliothèque nationale de France: cb13956703k (data)
- Catàleg d'autoritats de noms i títols de Catalunya: 981058604517006706
- CiNii: DA1384324X
- Gemeinsame Normdatei: 135701600
- International Standard Name Identifier: 0000 0001 1439 4918
- Library of Congress Control Number: no97051250
- Nationale Bibliotheek van Letland: 000308893
- MusicBrainz: 1a60b355-1045-4530-9e67-d2b1e84ff4dd
- Nationale Bibliotheek van Tsjechië: jx20050513016
- Nationale bibliotheek van Australië: 42378382
- Nationale Bibliotheek van Israël: 987007410634605171
- Nationale Bibliotheek van Polen: a0000002836578
- Nederlandse Thesaurus van Auteursnamen: 074331140
- Istituto Centrale per il Catalogo Unico: RAVV088558
- SNAC: w6xd32dp
- Système universitaire de documentation: 051639440
- Trove: 1213419
- Virtual International Authority File: 22334339
- WorldCat: E39PBJg8yY8WCQGJjXHdWc8V4q